# Japanische Maritime Selbstverteidigungsstreitkräfte
Die Japanischen Maritimen Selbstverteidigungsstreitkräfte (japanisch 海上自衛隊 Kaijō Jieitai, englisch Japan Maritime Self-Defense Force, abgekürzt JMSDF) sind die De-facto-Marine Japans und der maritime Zweig der Selbstverteidigungsstreitkräfte. Sie sind der Nachfolger der Kaiserlich Japanischen Marine, die nach der Niederlage des japanischen Kaiserreiches im Pazifikkrieg aufgelöst wurde. Da das Land nach seiner Niederlage im Zweiten Weltkrieg in Artikel 9 der japanischen Verfassung auf Streitkräfte verzichtete, wird im Namen der Streitkräfte das Element der Selbstverteidigung betont.
Die JMSDF sind etwa 45.300 Mann stark und haben eine genehmigte Obergrenze von 46.000 Soldaten. Ihr Fokus liegt auf der U-Jagd.

## Auftrag
Der Auftrag der Maritimen Selbstverteidigungsstreitkräfte ist der Schutz der territorialen Integrität der japanischen Küstengewässer und wird durch die Insellage des Landes und der Abhängigkeit von natürlichen Bodenschätzen bestimmt. Daher ist die Hauptaufgabe der JMSDF, vor einer Invasion abzuschrecken und diese im Notfall bekämpfen zu können. Allerdings soll sie im Rahmen der internationalen Beziehungen zu einem möglichst friedlichen Miteinander beitragen.

## Organisation

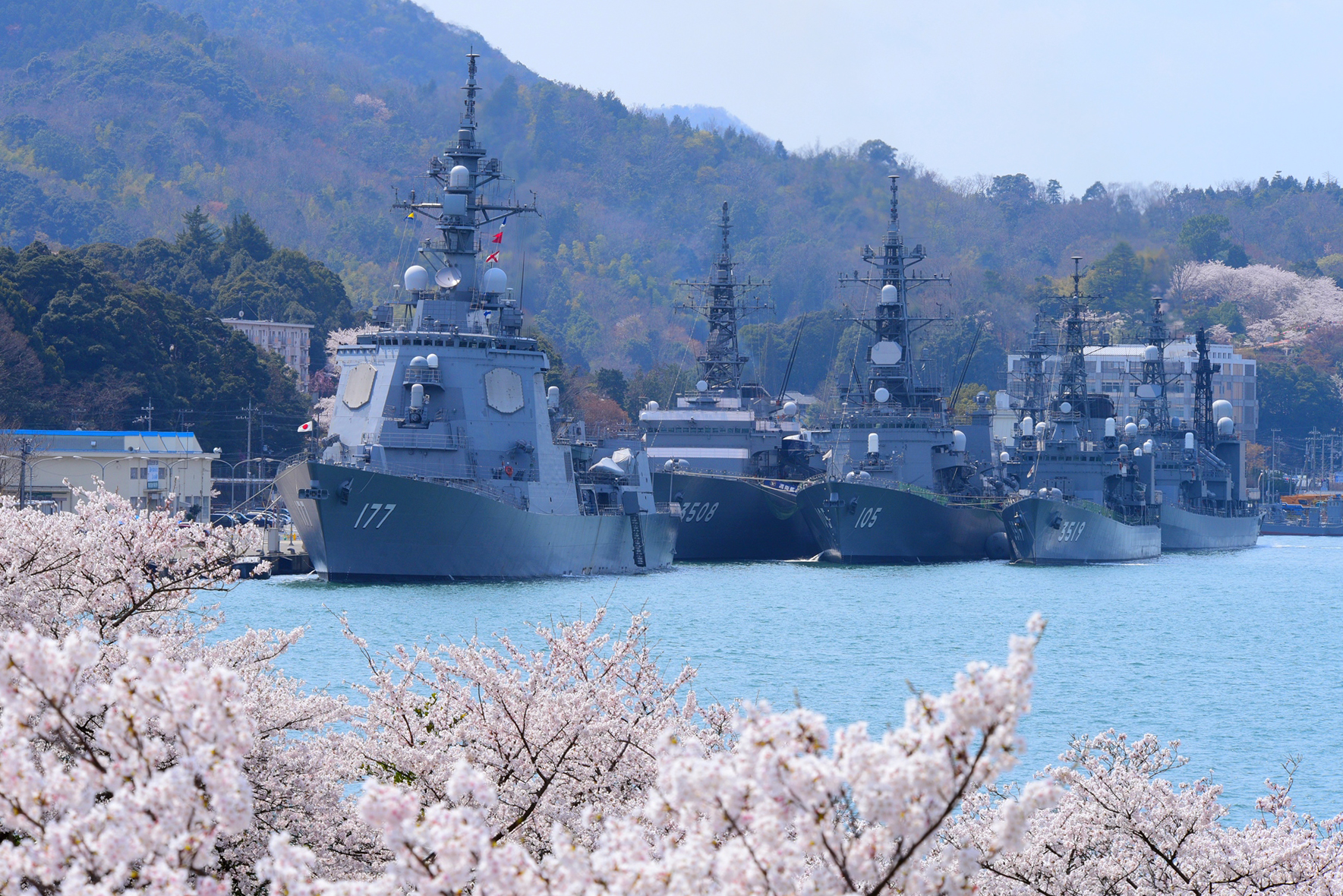
Stützpunkt der Marine in Maizuru

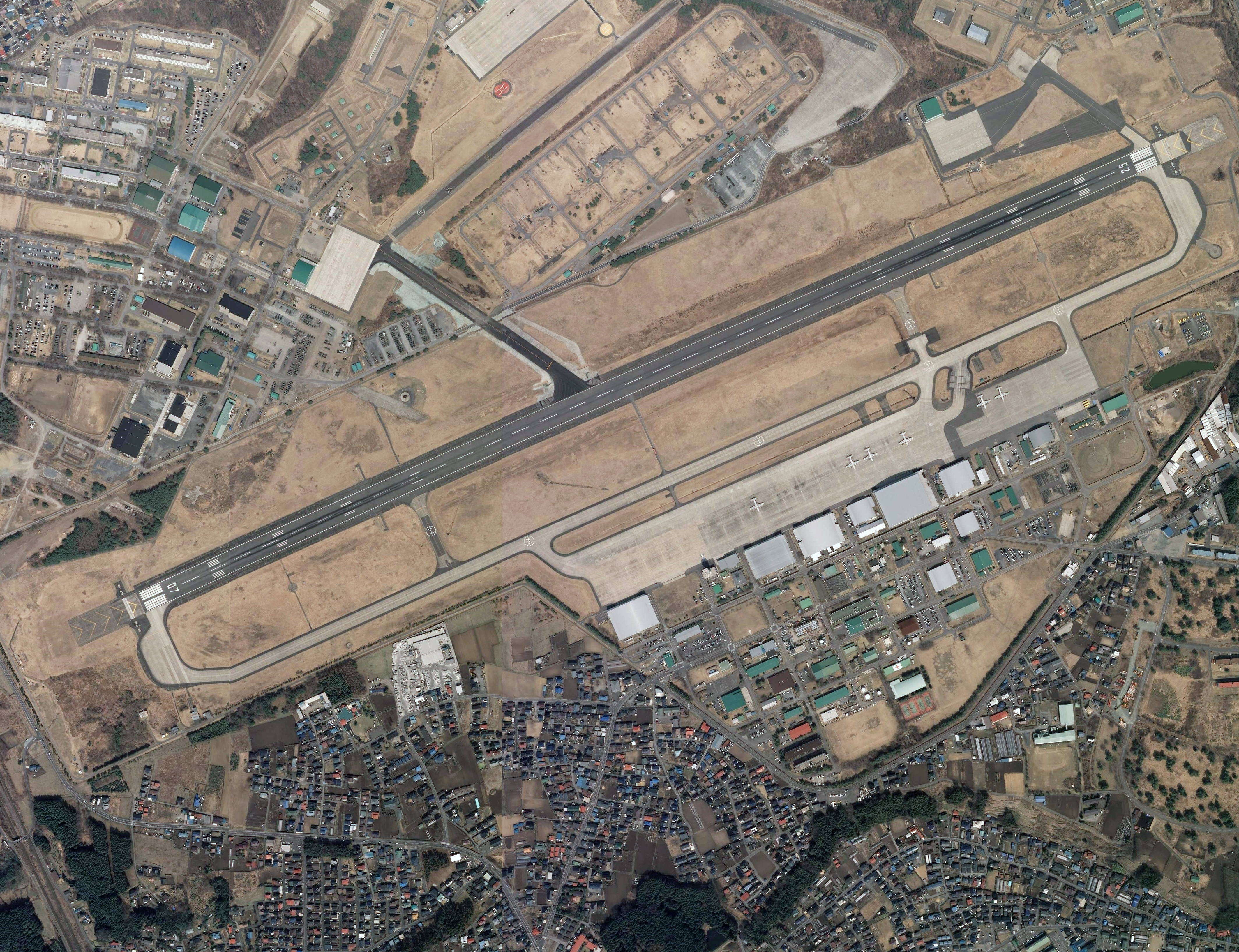
Flugplatz Hachinohe Stützpunkt des 2. Marinefliegergeschwader

Die maritimen Selbstverteidigungskräfte bestehen aus folgenden Flotten und Kommandos:
- Verteidigungsministerium (防衛省)
  -  Admiralstab (海上幕僚監部); Ichigaya, Präfektur Tokio
    -  Selbstverteidigungsflotte (自衛艦隊); Yokosuka, Präfektur Kanagawa
      -  Geleitflotte (護衛艦隊); Yokosuka, Präfektur Kanagawa
        -  1. Geleitflottille (第1護衛隊群); Yokosuka, Präfektur Kanagawa
        -  2. Geleitflottille (第2護衛隊群); Sasebo, Präfektur Nagasaki
        -  3. Geleitflottille (第3護衛隊群); Maizuru, Präfektur Kyōto
        -  4. Geleitflottille (第4護衛隊群); Kure, Präfektur Hiroshima
        -  Flottenausbildungskommando (海上訓練指導隊群); Yokosuka, Präfektur Kanagawa

      -  Marineflieger (航空集団); Atsugi, Präfektur Kanagawa
        -  1. Marinefliegergeschwader (第1航空群); Kanoya, Präfektur Kagoshima
        -  2. Marinefliegergeschwader (第2航空群); Hachinohe, Präfektur Aomori
        -  4. Marinefliegergeschwader (第4航空群); Atsugi, Präfektur Kanagawa
        -  5. Marinefliegergeschwader (第5航空群); Naha, Präfektur Okinawa
        -  21. Marinefliegergeschwader (第21航空群); Tateyama, Präfektur Chiba
        -  22. Marinefliegergeschwader (第22航空群); Ōmura, Präfektur Nagasaki
        -  31. Marinefliegergeschwader (第31航空群); Iwakuni, Präfektur Yamaguchi

      -  U-Boot-Flotte (潜水艦隊); Yokosuka, Präfektur Kanagawa
        -  1. U-Boot-Flottille (第1潜水隊群); Kure, Präfektur Hiroshima
        -  2. U-Boot-Flottille (第2潜水隊群); Yokosuka, Präfektur Kanagawa

      -  Minenabwehrflotte (掃海隊群); Yokosuka, Präfektur Kanagawa
      -  Flottenaufklärungskommando (艦隊情報群); Yokosuka, Präfektur Kanagawa
      -  Unterstützungsgruppe für maritime Operationen/U-Boot-Abwehr (海洋業務・対潜支援群); Yokosuka, Präfektur Kanagawa
      -  Kommando für Forschung und Entwicklung (開発隊群); Yokosuka, Präfektur Kanagawa

    -  Lufttrainingskommando (教育航空集団); Kashiwa, Präfektur Chiba
      -  Trainingsstaffel Shimofusa (下総教育航空群); Kashiwa, Präfektur Chiba
      -  Trainingsstaffel Tokushima (徳島教育航空群); Tokushima, Präfektur Tokushima
      -  Trainingsstaffel Ozuki (小月教育航空群); Shimonoseki, Präfektur Yamaguchi

    - Trainingsflotte (練習艦隊); Kure, Präfektur Hiroshima
    - Fernmeldekommando (システム通信隊群); Ichigaya, Präfektur Tokio
    - Universität der Marine (海上自衛隊幹部学校); Meguro, Präfektur Tokio
    - Offizierschule der Marine (海上自衛隊幹部候補生学校); Etajima, Präfektur Hiroshima
    - 1. Marineschule (海上自衛隊第1術科学校); Etajima, Präfektur Hiroshima
    - 2. Marineschule (海上自衛隊第2術科学校); Yokosuka, Präfektur Kanagawa
    - 3. Marineschule (海上自衛隊第3術科学校); Kashiwa, Präfektur Chiba
    - 4. Marineschule (海上自衛隊第4術科学校); Maizuru, Präfektur Kyōto
    - Materialkommando (海上自衛隊補給本部); Kita, Präfektur Tokio

## Flotte
Eine Übersicht über die Schiffe und Boote der JMSDF findet sich in der Liste von Schiffen der Japanischen Maritimen Selbstverteidigungsstreitkräfte.

### Hubschrauberträger

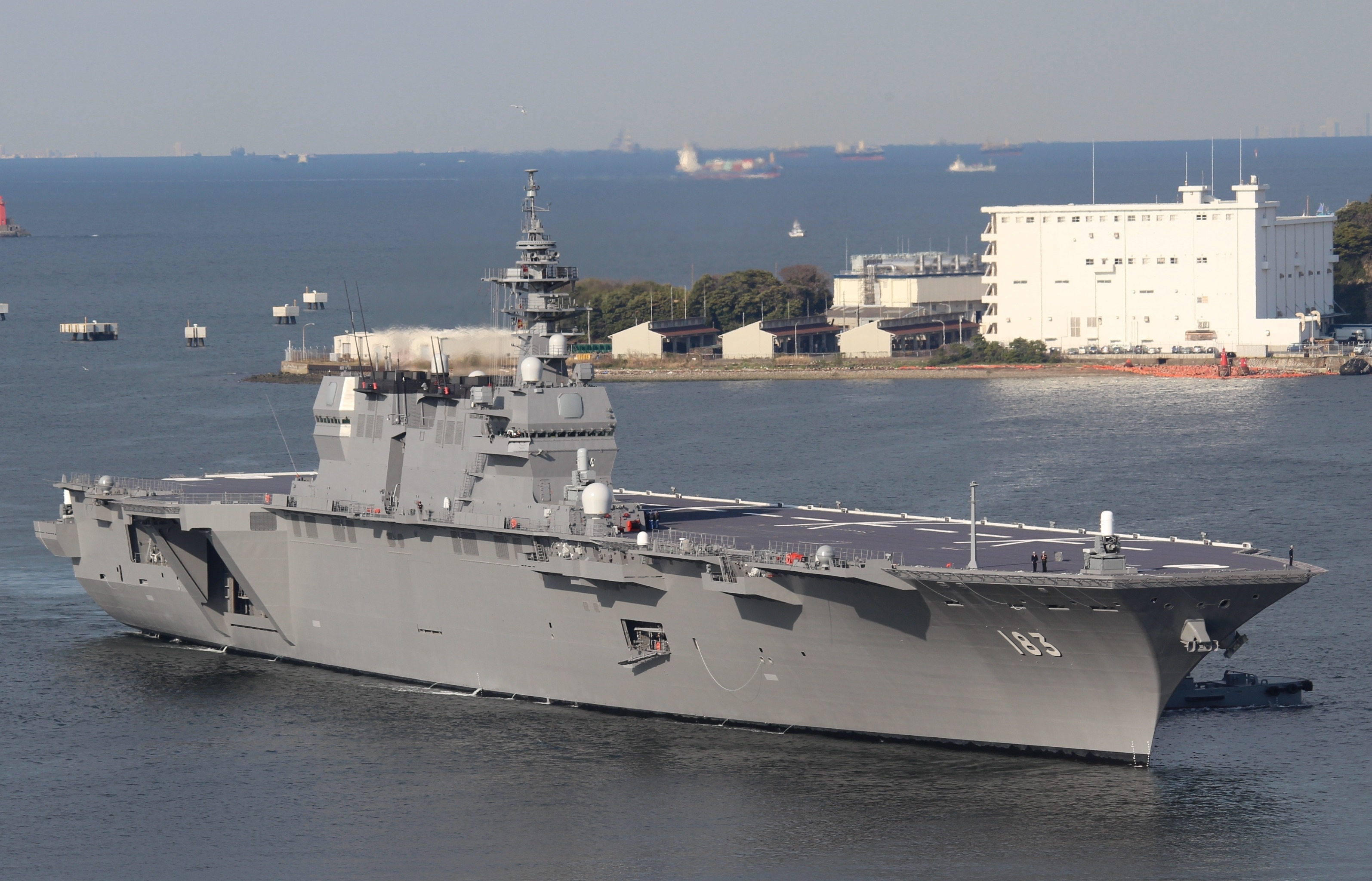
Hubschrauberträger der Izumo-Klasse

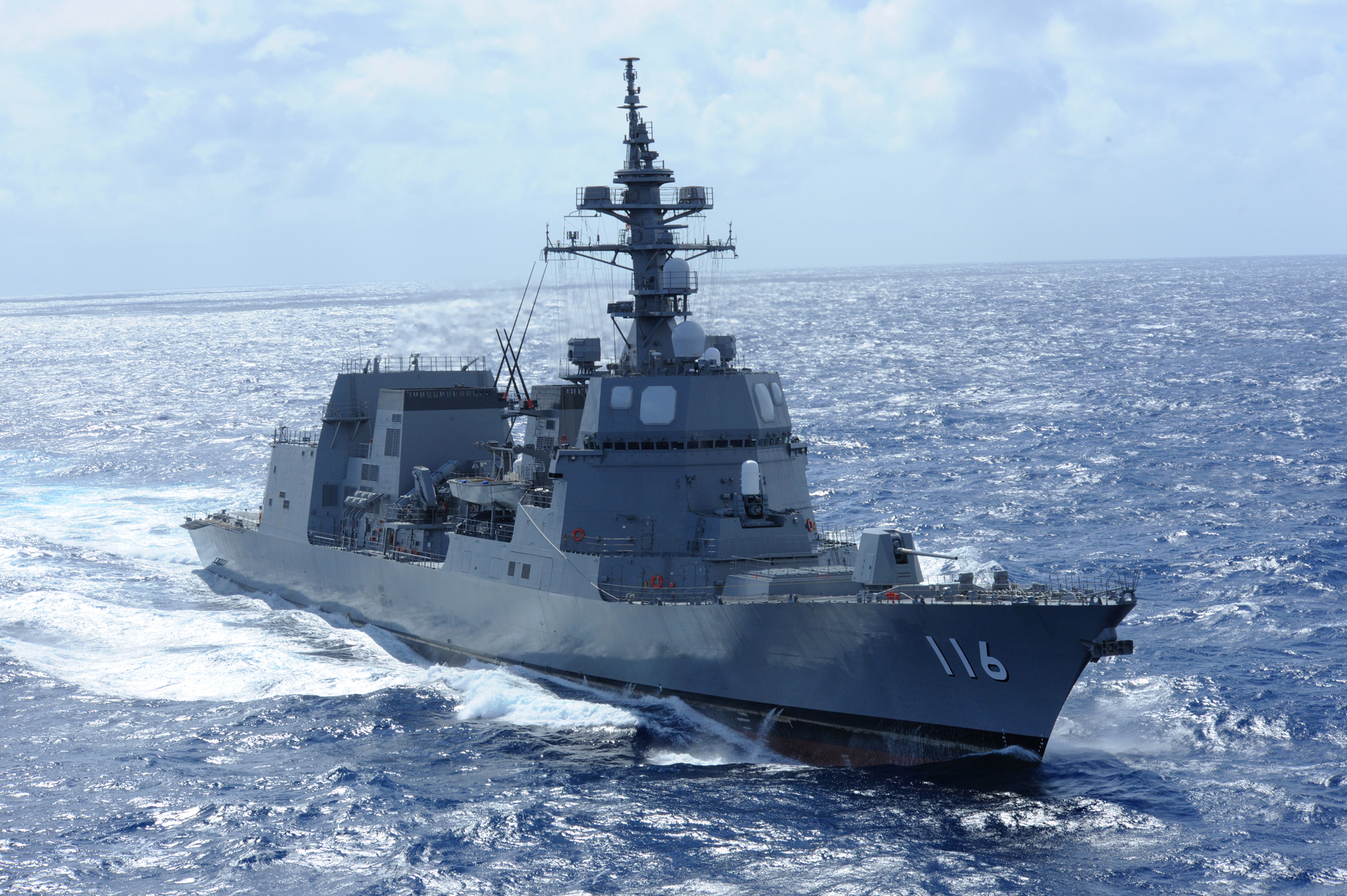
Zerstörer der Akizuki-Klasse

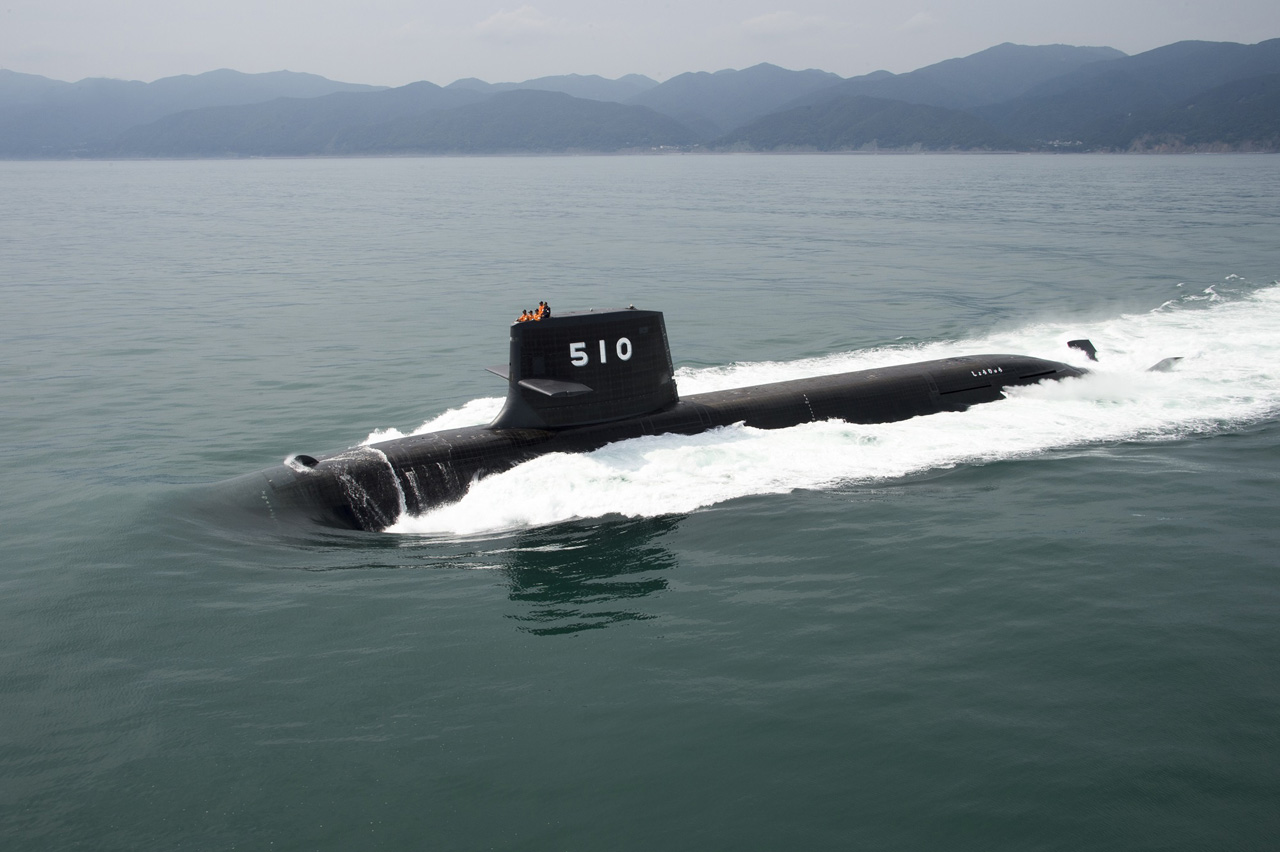
U-Boot der Sōryū-Klasse

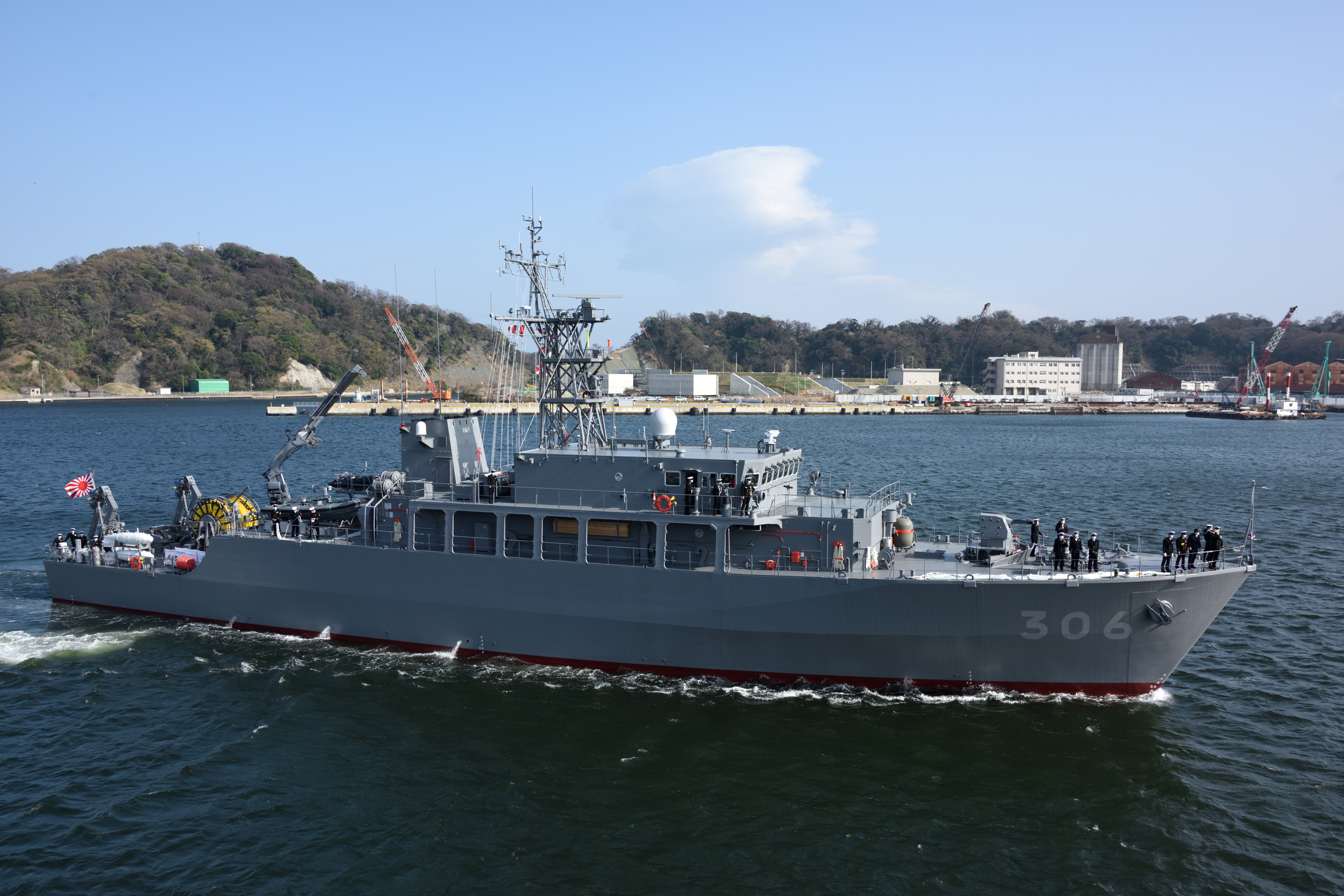
Minensuchboot der Awaji-Klasse

- 2 Hubschrauberträger der Izumo-Klasse
- 2 Hubschrauberträger der Hyūga-Klasse

### Zerstörer und Fregatten
- 2 Lenkwaffenzerstörer der Maya-Klasse
- 2 Lenkwaffenzerstörer der Atago-Klasse
- 4 Lenkwaffenzerstörer der Kongō-Klasse
- 2 U-Jagdzerstörer der Asahi-Klasse
- 4 U-Jagdzerstörer der Akizuki-Klasse
- 5 U-Jagdzerstörer der Takanami-Klasse
- 9 U-Jagdzerstörer der Murasame-Klasse
- 8 U-Jagdzerstörer der Asagiri-Klasse
- 6 Geleitzerstörer der Abukuma-Klasse
- 8 Fregatten der Mogami-Klasse

### U-Boote
- 4 U-Boot der Taigei-Klasse
- 12 U-Boote der Sōryū-Klasse
- 7 U-Boote der Oyashio-Klasse

### Minenabwehrfahrzeuge
- 4 Hochseeminensuchboote der Awaji-Klasse
- 3 Küstenminensuchboote der Enoshima-Klasse
- 3 Küstenminensuchboote der Hirashima-Klasse
- 7 Küstenminensuchboote der Sugashima-Klasse

### Amphibische Einheiten
- 3 Panzerlandungsschiffe der Ōsumi-Klasse
- 2 Landungsboote der LCU-1-Klasse
- 6 Luftkissenlandungsboote Landing Craft Air Cushion

### Hilfsschiffe
- 2 Versorger der Mashu-Klasse
- 3 Versorger der Towada-Klasse
- 2 Versorger der YOT-01-Klasse
- 2 Tender der Uraga-Klasse
- 2 Schulschiffe der Hatakaze-Klasse
- 1 Schulschiff der Kashima-Klasse

### Unbemannte Wasserfahrzeuge
- Unbemanntes Überwasserschiff Mogami, eingesetzt bei den Fregatten der Mogami-Klasse[7]
- Autonomes Unterwasserfahrzeug der REMUS-Klasse, eingesetzt für Forschungszwecke[8]
- Autonome Unterwasserfahrzeuge OZZ-5 und Seefuchs, eingesetzt für die Minenabwehr[9][3]

### Rüstungsprojekte

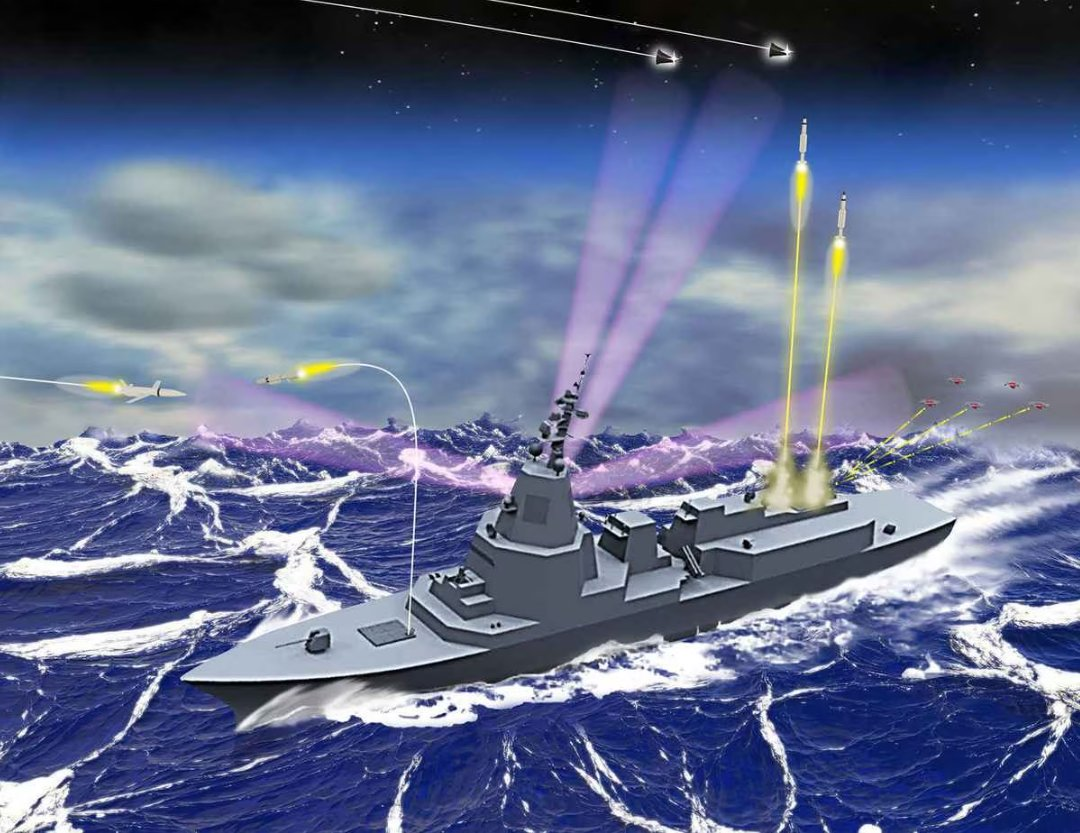
Konzeptbild des ASEV

- Fregatten der Mogami-Klasse – 2 Einheiten in Ausrüstung bzw. Bau, 2 Einheiten geplant
- U-Boote der Taigei-Klasse – 3 Einheiten in Ausrüstung bzw. Bau
- Hochseeminensuchboote der Awaji-Klasse – 1 Einheit in Ausrüstung
- Aegis system equipped vessels (ASEV) – 2 Einheiten (Lenkwaffenzerstörer) bestellt
- 13DDX – 2 Einheiten (Mehrzweckzerstörer) geplant
- New FFM – 12 Einheiten (Fregatten) geplant
- Next-Generation Offshore Patrol Vessel – 12 Einheiten (Patrouillenschiffe) geplant

## Luftfahrzeuge
Die Japanischen Maritimen Selbstverteidigungsstreitkräfte betreiben 146 Flugzeuge und 145 Hubschrauber (Stand Ende 2024). Ein bedeutender Teil dieser Luftfahrzeuge wurde durch die nationale Flugzeugindustrie hergestellt.
| Luftfahrzeug                  | Bild                 | Herkunft                 | Verwendung                                 | Version              | Aktiv                | Bestellt             | Anmerkungen                                                 |
| Aufklärungsflugzeuge          | Aufklärungsflugzeuge | Aufklärungsflugzeuge     | Aufklärungsflugzeuge                       | Aufklärungsflugzeuge | Aufklärungsflugzeuge | Aufklärungsflugzeuge | Aufklärungsflugzeuge                                        |
| ----------------------------- | -------------------- | ------------------------ | ------------------------------------------ | -------------------- | -------------------- | -------------------- | ----------------------------------------------------------- |
| Lockheed P-3 Orion            |                      | Vereinigte Staaten Japan | SeeaufklärerELINT-AufklärerAufklärer       | P-3CEP-3COP-3C       | 374                  |                      | Soll durch die Kawasaki P-1 als Seeaufklärer ersetzt werden |
| Kawasaki P-1                  |                      | Japan                    | Seeaufklärer                               |                      | 33                   | 6                    | weitere 31 Maschinen geplant                                |
| Learjet 36                    |                      | Kanada                   | Aufklärer                                  | U-36A                | 4                    |                      |                                                             |
| Transport- und Schulflugzeuge |                      |                          |                                            |                      |                      |                      |                                                             |
| Shin Meiwa US-2               |                      | Japan                    | SAR-Flugzeug                               |                      | 5                    |                      |                                                             |
| Lockheed C-130                |                      | Vereinigte Staaten       | Transporter                                | C-130R               | 6                    |                      |                                                             |
| King Air                      |                      | Vereinigte Staaten       | TransporterSchulflugzeug                   | King Air 90          | 512                  |                      |                                                             |
| Lockheed P-3 Orion            |                      | Vereinigte Staaten Japan | Schulflugzeug                              | UP-3D                | 3                    |                      |                                                             |
| Fuji T-5                      |                      | Japan                    | Schulflugzeug                              |                      | 32                   |                      |                                                             |
| Hubschrauber                  |                      |                          |                                            |                      |                      |                      |                                                             |
| Mitsubishi SH-60              |                      | Vereinigte Staaten Japan | SAR-HubschrauberU-Jagdhubschrauber         | UH-60JSH-60JSH-60K   | 118                  | 7                    |                                                             |
| Kawasaki AW101                |                      | Europäische Union Japan  | TransporthubschrauberMinenräumhubschrauber | CH-101MCH-101        | 210                  |                      |                                                             |
| Eurocopter EC 135             |                      | Deutschland              | Schulungshubschrauber                      |                      | 15                   |                      |                                                             |

## Dienstgrade und Dienstgradabzeichen

### Offiziere
| Dienstgradgruppe        | Flaggoffiziere                                           | Flaggoffiziere | Flaggoffiziere     | Stabsoffiziere       | Stabsoffiziere       | Stabsoffiziere        | Subalternoffiziere  | Subalternoffiziere   | Subalternoffiziere   | Subalternoffiziere |
| ----------------------- | -------------------------------------------------------- | -------------- | ------------------ | -------------------- | -------------------- | --------------------- | ------------------- | -------------------- | -------------------- | ------------------ |
| Ärmelabzeichen          |                                                          |                |                    |                      |                      |                       |                     |                      |                      |                    |
| Schulterstücke          |                                                          |                |                    |                      |                      |                       |                     |                      |                      |                    |
| Dienstgrad              | 幕僚長たる海将 (Bakuryō-chō taru Kaishō oder Kaibakuchō) | 海将 (Kaishō)  | 海将補 (Kaishō-ho) | 1等海佐 (Ittō Kaisa) | 2等海佐 (Nitō Kaisa) | 3等海佐 (Santō Kaisa) | 1等海尉 (Ittō Kaii) | 2等海尉 (Nitō Kaii)  | 3等海尉 (Santō Kaii) |                    |
| Dienstgrad (Bundeswehr) | Admiral                                                  | Vizeadmiral    | Konteradmiral      | Kapitän zur See      | Fregattenkapitän     | Korvettenkapitän      | Kapitänleutnant     | Oberleutnant zur See | Leutnant zur See     |                    |
| NATO-Rangcode           | OF-9                                                     | OF-8           | OF-7               | OF-5                 | OF-4                 | OF-3                  | OF-2                | OF-1                 | OF-1                 |                    |

### Unteroffiziere und Mannschaften
| Dienstgradgruppe        | Deckoffizier                         | Unteroffiziere     | Unteroffiziere       | Unteroffiziere           | Unteroffiziere        | Mannschaften                  | Mannschaften          | Mannschaften          |
| ----------------------- | ------------------------------------ | ------------------ | -------------------- | ------------------------ | --------------------- | ----------------------------- | --------------------- | --------------------- |
| Ärmelabzeichen          |                                      |                    |                      |                          |                       |                               |                       |                       |
| Dienstgrad              | 准海尉 (Jun Kaii)                    | 海曹長 (Kaisō-chō) | 1等海曹 (Ittō Kaisō) | 2等海曹 (Nitō Kaisō)     | 3等海曹 (Santō Kaisō) | 海士長 (Kaishi-chō)           | 1等海士 (Ittō Kaishi) | 2等海士 (Nitō Kaishi) |
| Dienstgrad (Bundeswehr) | Oberstabsbootsmann (Warrant Officer) | Stabsbootsmann     | Hauptbootsmann       | Oberbootsmann/ Bootsmann | Obermaat/ Maat        | Hauptgefreiter/ Obergefreiter | Gefreiter             | Matrose               |
| NATO-Rangcode           | OR-9                                 | OR-8               | OR-7                 | OR-6                     | OR-5                  | OR-3                          | OR-2                  | OR-1                  |